# اندیس میدان بالا ۴
میدان بالا ۴ یک اندیس غیرفلزی است که در حوالی شهر خوی استان آذربایجان غربی قرار دارد و مادهٔ معدنی موجود در آن، فلدسپات است.سنگ میزبان این اندیس آهک است  